# Royaume de Murcie
1258–1833
Entités précédentes :
- Taïfa de Murcie

Entités suivantes :
- Région de Murcie : 
 - Province de Murcie
 - Province d'Albacete

Le royaume de Murcie (en espagnol : Reino de Murcia) est un royaume ou juridiction de la couronne de Castille.
Son territoire recouvrait approximativement celui de l'actuelle  communauté autonome de Murcie.

## voir aussi
- Taïfa de Murcie